# Internet
Ne doit pas être confondu avec World Wide Web.

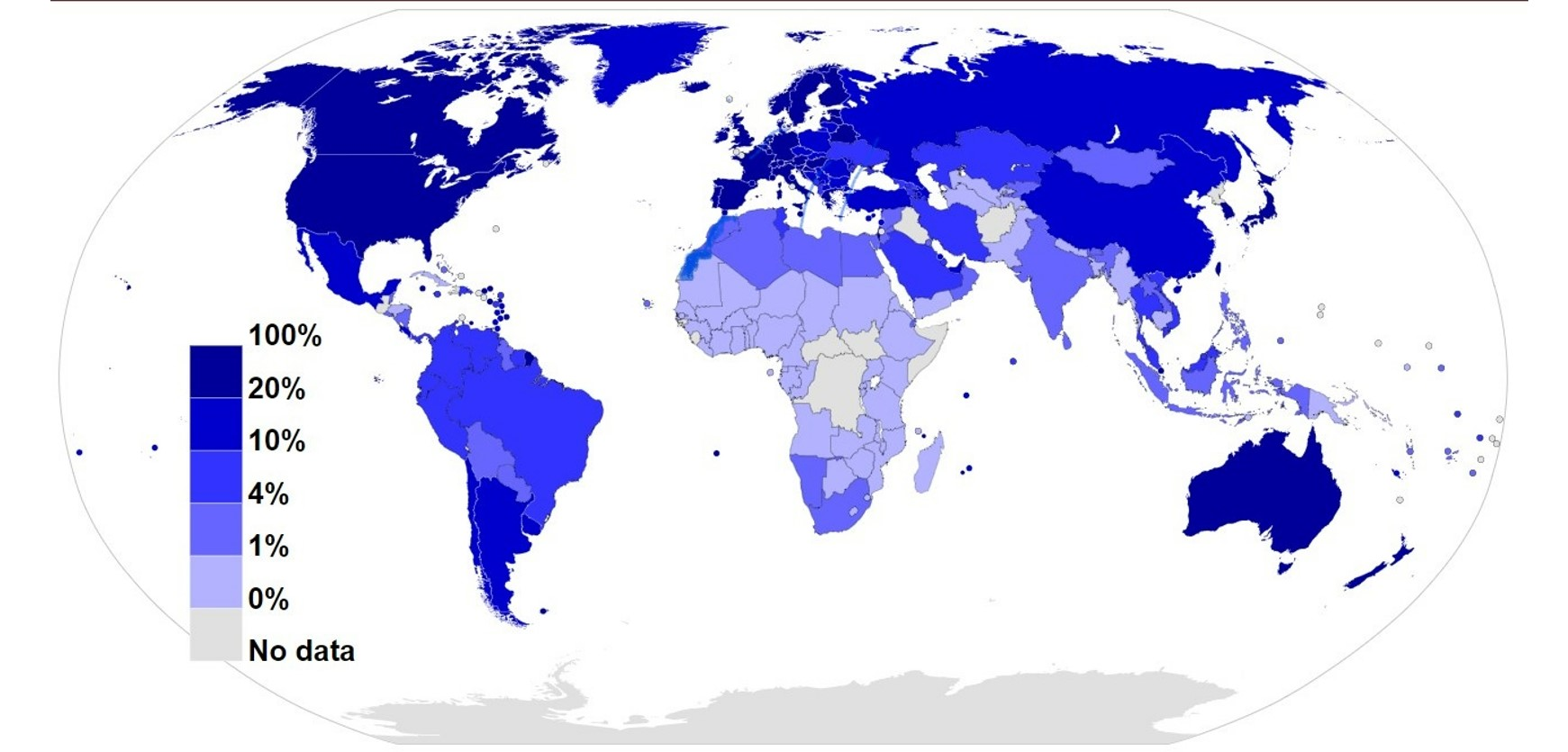
Nombre d'abonnements à Internet par accès fixe rapporté à la population, exprimé en pourcentage, par pays, en 2021.

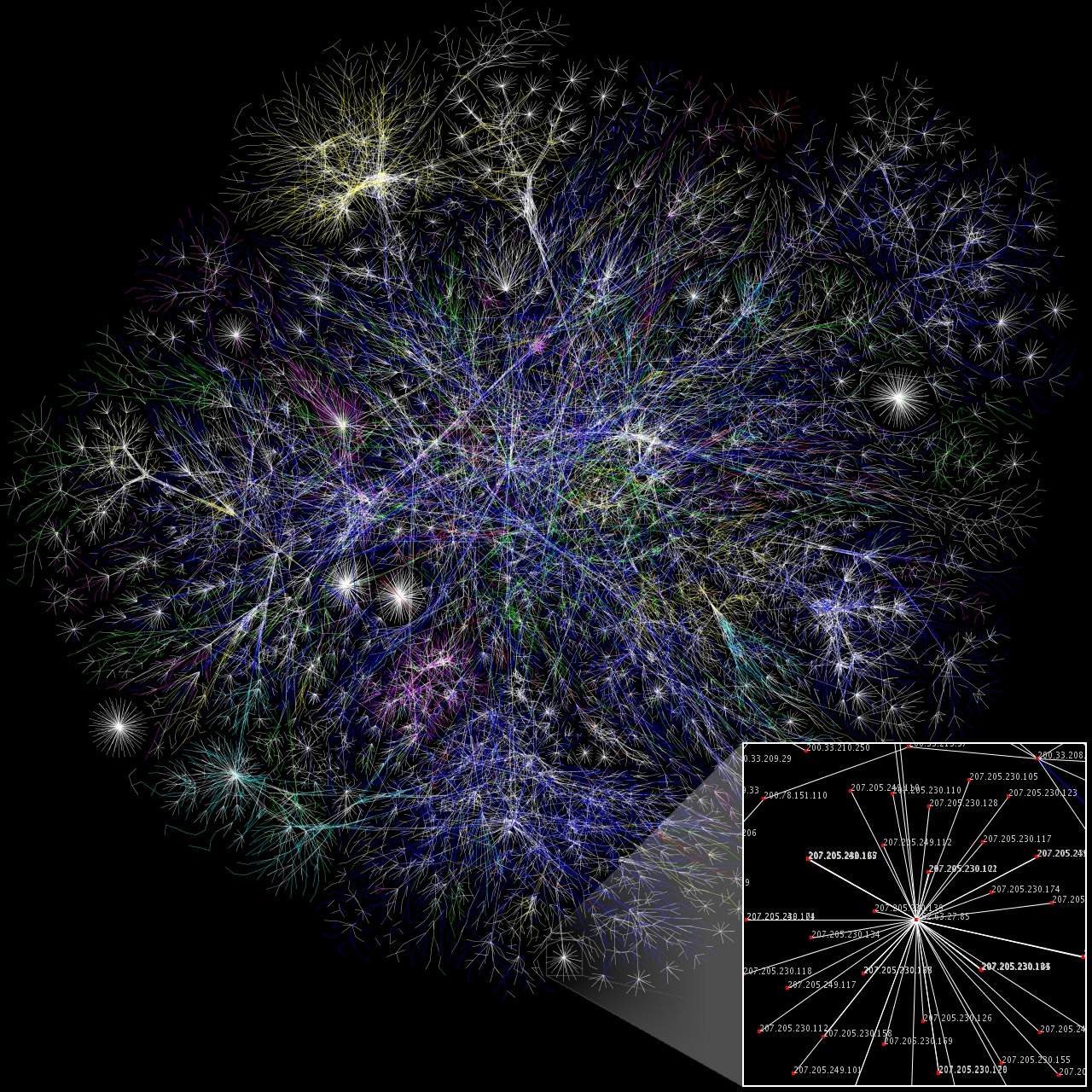
Visualisation des multiples chemins à travers une portion d'Internet.

Internet est le réseau informatique mondial accessible au public.
Il est constitué de millions de réseaux tant publics que privés, universitaires, commerciaux et gouvernementaux, à commutation de paquets, sans centre névralgique. Ceux-ci sont regroupés en réseaux autonomes. Il existe plus de 91 000 réseaux distincts en 2019. 
Les données échangées sont retransmises par Internet grâce à un ensemble standardisé de protocoles de transfert de données, lesquels permettent différentes applications comme le courrier électronique, le World Wide Web, la messagerie instantanée, le partage de fichiers en pair-à-pair, le streaming, etc.
Dans les années 1990, l'apparition du Web contribue à rendre Internet accessible au grand public. Depuis les années 2000, un nombre croissant de types d'objets divers y sont connectés, formant l'Internet des objets. 
Un internaute est un individu qui utilise un accès à Internet, lequel peut être obtenu grâce un fournisseur d'accès, généralement par souscription à un abonnement, à travers divers modes de communication électronique : soit filaire (réseau téléphonique commuté à bas débit, ADSL, fibre optique jusqu'au domicile), soit sans fil (WiMAX, par satellite, GPRS, EDGE, 3G, 3G+, 4G, 5G).

## Terminologie
Le terme américain Internet est dérivé du concept d'internetting, en français : « interconnecter des réseaux », dont la première utilisation documentée remonte à octobre 1972 par Robert Elliot Kahn, dans le cadre de la première International Conference on Computer Communications (ICCC) à Washington.
Les origines exactes du terme sont incertaines. Le 1er janvier 1983, le nom « Internet », déjà en usage pour désigner l'ensemble d'ARPANET et de plusieurs réseaux informatiques, devient officiel.
En anglais, « un internet » (nom commun, sans majuscule) est un terme technique désignant un réseau constitué de l'interconnexion de plusieurs réseaux informatiques au moyen de routeurs. Écrire « Internet » avec une majuscule permet alors de distinguer le réseau global d'un quelconque autre réseau de réseaux. L'usage de la minuscule devient toutefois majoritaire vers 2015. En 2016, l'agence Associated Press adopte la minuscule dans son Stylebook, qui fait office de « bible orthotypographique » de la presse anglophone.
En français, l'usage ou non d'une majuscule (« Internet » ou « internet ») et d'un article défini (« l'Internet » ou « Internet ») est flottant. Dans l'usage courant, l'article est très peu employé.

### En France
La Commission générale de terminologie et de néologie indique qu'il faut utiliser le mot « internet » comme un nom commun, c'est-à-dire sans majuscule. 
Dans son dictionnaire, l'Académie française donne un exemple utilisant la forme « l'internet ».

### Au Québec
L'Office québécois de la langue française recommande d'utiliser une majuscule, car le terme « est considéré comme un nom propre qui désigne une réalité unique ». De nombreux correcteurs orthographiques intégrés aux logiciels francophones utilisent la majuscule (Microsoft Office, Mozilla Firefox…).

## Historique

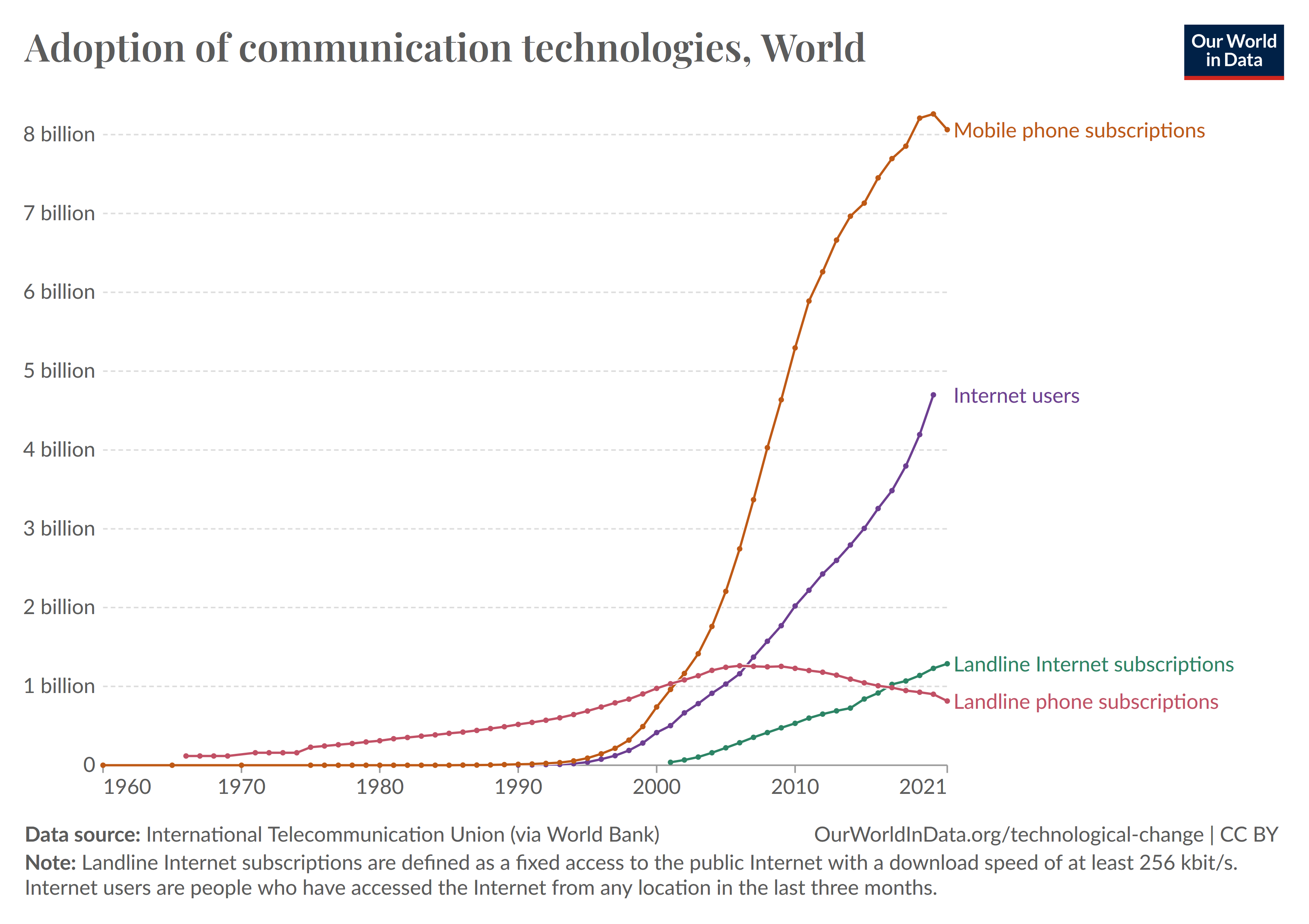
Évolution du nombre d'utilisateurs et du nombre d'abonnements à Internet par type entre 1960 et 2021.

En 1934, Paul Otlet décrit dans son Traité de documentation une vision prémonitoire de l'avènement d'Internet.

### Années 1960
Au début des années 1960, J.C.R. Licklider du Massachusetts Institute of Technology (MIT) décrivit pour la première fois les interactions sociales possibles grâce à un réseau d'ordinateurs reliés entre eux,. En 1961, Leonard Kleinrock, également membre du MIT, publia le premier texte théorique sur la commutation de paquets.
En octobre 1962, Licklider fut le premier chef du programme de recherche en informatique de la Defense Advanced Research Projects Agency (DARPA), organisme de recherche pour la défense américaine. Il persuada ses successeurs Ivan Sutherland, Bob Taylor et le chercheur du MIT Lawrence G. Roberts de l'intérêt des réseaux informatiques. En 1964, Leonard Kleinrock publia le premier livre sur le sujet. En 1965, Lawrence G. Roberts élabora et expérimenta, avec Thomas Merrill, la première connexion informatique à longue distance, établie entre le Massachusetts et la Californie. Le résultat démontra que des ordinateurs pouvaient travailler ensemble à distance, mais que le mode de télécommunication par commutation de circuits utilisé par le système téléphonique était inadapté, engendrant notamment un taux d'erreur significatif.
Le concept de communication par commutation de paquets de Kleinrock s'imposa comme une solution compatible et mieux éprouvée. En 1966, L. G. Roberts fut engagé par Bob Taylor à la DARPA pour concevoir le réseau ARPANET ; il en publia les plans au cours de l'année 1967. En présentant ce dossier, il découvrit deux autres groupes de chercheurs travaillant indépendamment sur le même domaine : un groupe britannique du National Physical Laboratory (NPL) au Royaume-Uni comprenant Donald Davies et Roger Scantlebury, ainsi qu'une équipe de la RAND Corporation, comprenant Paul Baran.
Entre 1962 et 1965, le groupe de la RAND avait étudié la transmission par paquets pour l'armée américaine. Son but était de pouvoir maintenir les échanges de télécommunications en cas d'attaque (notamment nucléaire), ce que permet une transmission par paquets dans un réseau non centralisé. Ce projet faisait partie d'un développement indépendant d'ARPANET. Bien que probablement robuste face à une telle attaque, ARPANET n'avait toutefois pas été initialement conçu pour faciliter les télécommunications entre chercheurs. Le rapport de Paul Baran resta purement théorique et il tomba rapidement dans l'oubli. En revanche, le mythe de l'« ARPANET comme dernier rempart à une attaque atomique » trouve dans cet épisode son origine. Parallèlement, au National Physical Laboratory, l'équipe de Donald Davies progressait sur le NPL Network, premier réseau « maillé » fonctionnel, fondé sur la transmission de datagrammes (packets). L'histoire d'Internet ne retint pourtant pas d'origine européenne. ARPANET serait reconnu dès lors comme origine officielle du réseau Internet.
En août 1968, la DARPA accepta de financer le développement des équipements de routage des paquets d'ARPANET. Ce développement fut confié en décembre de la même année à un groupe de la société Bolt, Beranek and Newman (BBN) de Boston. Celui-ci travailla avec Bob Kahn sur l'architecture du réseau. De son côté, Roberts améliora les aspects topologiques et économiques du réseau. Kleinrock prépara plusieurs systèmes de mesure du réseau. Le 20 septembre 1969, BBN installa le premier équipement à l'université de Californie à Los Angeles (UCLA), où travaillait Kleinrock. Le second nœud du réseau fut installé au Stanford Research Institute (SRI), où Douglas Engelbart travaillait sur un projet d'hypertexte. Deux nœuds supplémentaires furent ajoutés à l'université de Santa Barbara et à l'université de l'Utah. Fin 1969, ARPANET comptait ainsi quatre nœuds.

### Années 1970
Le Network Working Group (NWG) conduit par Steve Crocker acheva le protocole de communication poste-à-poste Network Control Program (NCP) en décembre 1970. Ce protocole fut adopté entre 1971 et 1972 par les sites branchés à ARPANET. Ceci permit le développement d'applications par les utilisateurs du réseau. La perspective d'une informatique plus décentralisée commence à intéresser les constructeurs souhaitant rivaliser avec le géant IBM.
En 1972, Ray Tomlinson mit au point la première application importante : le courrier électronique. En octobre 1972, Kahn organisa la première démonstration à grande échelle d'ARPANET à l'International Computer Communication Conference (ICCC). C'était la première démonstration publique du réseau.
Le concept d'Internet est né d'ARPANET. L'idée était de permettre la connexion entre des réseaux divers : ARPANET, des communications avec les satellites, des communications par radio. Cette idée fut introduite par Kahn en 1972 sous le nom de Internetting. Le protocole NCP d'ARPANET ne permettait pas d'adresser des hôtes hors d'ARPANET ni de corriger d'éventuelles erreurs de transmission. Kahn décida donc de développer un nouveau protocole, qui devint finalement TCP/IP.
En parallèle, un projet inspiré par ARPANET était dirigé en France par Louis Pouzin : le projet Cyclades. De nombreuses propriétés de TCP/IP furent ainsi développées, plus tôt, pour Cyclades. Pouzin et Kahn indiquent que TCP/IP était inspiré par le réseau Cyclades français, poussé par la CII et sa distributed system architecture. On commença à parler de calcul distribué. Aux États-Unis, IBM et Digital Equipment Corporation (DEC) créèrent les architectures SNA et DECnet, en profitant de la numérisation du réseau d'AT&T (Réseau téléphonique commuté).
En 1973, Kahn demanda à Vint Cerf (parfois appelé le « père d'Internet ») de travailler avec lui, car Cerf connaissait les détails de mise en œuvre de NCP. Le premier document faisant référence au Transmission Control Protocol (TCP) fut écrit en 1973 par Cerf : A Partial Specification of an International Transmission Protocol. La première spécification formelle de TCP, publiée en décembre 1974, fut le RFC 675.
La version initiale de TCP ne permettait que la communication en établissant un circuit virtuel. Cela fonctionnait bien pour le transfert de fichiers ou le travail à distance, mais n'était pas adapté à des applications comme la téléphonie par Internet. TCP fut donc séparé de Internet Protocol (IP) et User Datagram Protocol (UDP) proposé pour les transmissions sans établissement d'un circuit.

### Années 1980
En septembre 1981, le protocole de communication TCP/IP version 4 est décrit dans les Request for comments (RFC) 791, 792 et 793. Il est installé en 1983 sur ARPANET. En 1983, les spécifications du système de noms de domaine sont publiées dans les RFC 882 et 883. En 1986, la National Science Foundation (NSF) crée NSFNET avec une dorsale Internet de 56 kilobits par seconde, qui passe à 1,5 mégabit par seconde en 1988.
Dans les années 1980, la guerre des protocoles de communication n'est pas éteinte et l'Europe préfère le modèle OSI, ce qui freine l'adoption de TCP/IP pour les connexions distantes. Le CERN participe à l'introduction des techniques liées à Internet en Europe, par la mise en service de deux routeurs Cisco en 1987, qui sont vraisemblablement les premiers introduits sur le continent européen. Le CERN n'est connecté à Internet qu'en 1989.

### Années 1990
Le début des années 1990 marque la naissance de l'application la plus connue d'Internet aujourd'hui : le World Wide Web, un ensemble de pages codées en HTML qui mélangent du texte, des hyperliens, des images, sont adressables par une URL (ou adresse web) et sont accessibles au moyen du protocole HTTP. Ces standards, développés au CERN par Tim Berners-Lee et Robert Cailliau, deviennent rapidement populaires grâce au développement au NCSA par Marc Andreessen et Eric Bina du navigateur web NCSA Mosaic.
L'interconnexion de réseaux d'opérateurs indépendants qui utilisent les standards d'Internet s'organise à partir de 1991. La coentreprise Commercial Internet Exchange (CIX) est créée à cet effet, initialement pour les réseaux PSINet, CERFNet et Alternet. Cela marque le début de l'Internet commercial mondial et ouvert à tous.
Le premier site web est mis en service en 1991 et le 30 avril 1993 marque le passage officiel du World Wide Web dans le domaine public.
En janvier 1992, l’Internet Society (ISOC) voit le jour, dans le but de promouvoir et de coordonner les développements sur Internet. En 1993, la National Science Foundation (NSF) mandate une compagnie pour enregistrer les noms de domaine. À la fin des années 1990, des sociétés pionnières comme Yahoo!, Amazon, eBay, Netscape Communications et AOL voient leur valeur en bourse monter en flèche, ce qui se finit par le krach boursier de 2001-2002.

### Depuis 2000
En septembre 2014, l'espace Web connecté à Internet dépasse un milliard de sites en ligne, pour près de trois milliards d'internautes. Le nombre de sites, d'internautes, de courriels envoyés, de recherches effectuées sur le moteur de recherche Google, est en augmentation permanente.

## Gouvernance

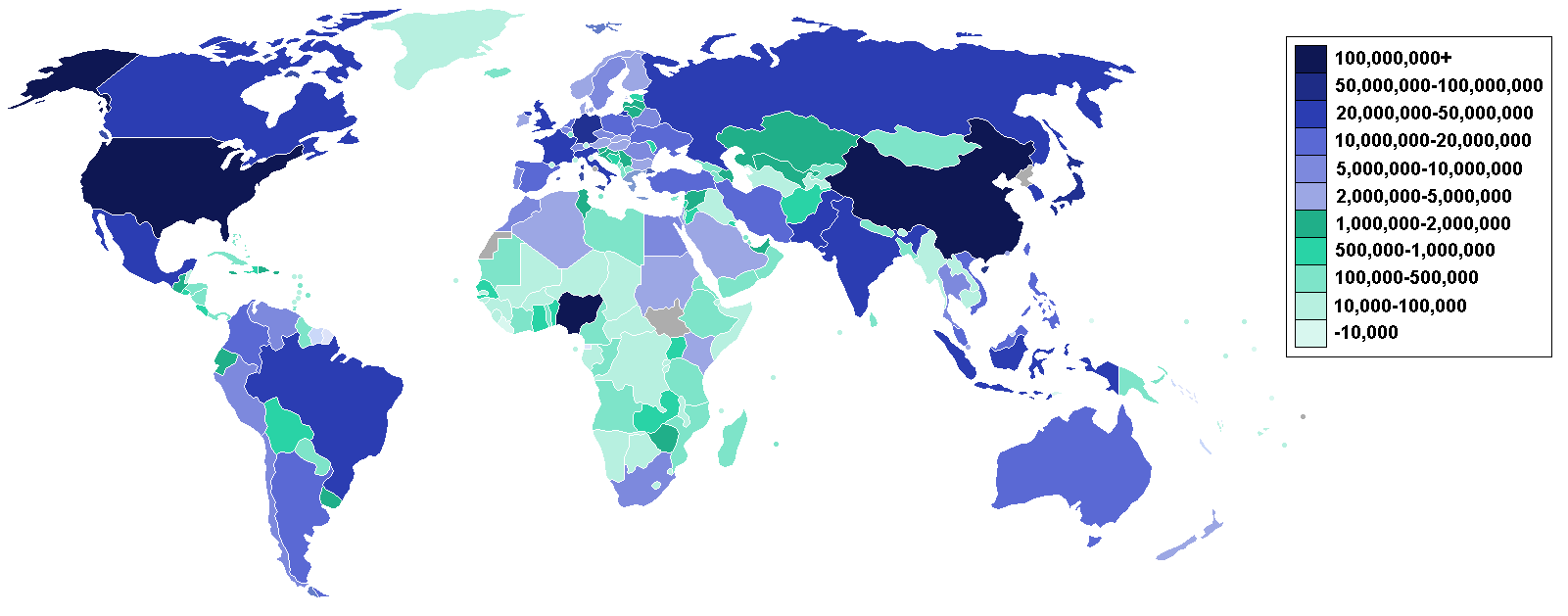
Nombre d'utilisateurs par pays en 2006 (sources CIA).

Selon la définition du groupe de travail sur la gouvernance d'Internet, il faut entendre par « gouvernance de l’internet » l’élaboration et l’application par les États, le secteur privé et la société civile, dans le cadre de leurs rôles respectifs, de principes, normes, règles, procédures de prise de décisions et programmes communs propres à modeler l’évolution et l’usage de l’Internet.
Certains organismes sont chargés de la gestion d'internet et ont des attributions spécifiques. Ils participent à l'élaboration des standards techniques, l'attribution des noms de domaine, des adresses IP, etc. :
- Internet Corporation for Assigned Names and Numbers (ICANN), qui était sous la tutelle du département du Commerce des États-Unis jusqu'en 2016 ;
- Internet Engineering Task Force (IETF), qui s'occupe des aspects architecturaux et techniques ;
- Internet Society (ISOC).

Dans un but de maintenir ou d'élargir la neutralité du réseau, mais aussi d'engager les diverses parties globales dans un dialogue sur le sujet de la gouvernance, les Nations unies ont convoqué :
- le Sommet mondial sur la société de l'information ;
- le Forum sur la gouvernance de l'internet.

La gestion des ressources numériques essentielles au fonctionnement d'internet est confiée à l'Internet Assigned Numbers Authority (IANA), celle-ci délègue l'assignation des blocs d'adresses IP et de numéros d'Autonomous System aux registres Internet régionaux.

### Neutralité du réseau
La neutralité du Net ou la neutralité du réseau est un principe fondateur d'Internet qui exclut toute discrimination à l'égard de la source, de la destination ou du contenu de l'information transmise sur le réseau.
C'est aujourd'hui un grand enjeu technico-économique et socio-éthique. Conscient de cette situation, le Conseil des droits de l'homme des Nations unies, prend position le 1er juillet 2016, en adoptant la résolution (A/HRC/32/L.20), non contraignante, visant à condamner les restrictions de l'accès à l'information sur Internet. Le Conseil des droits de l'homme condamne sans équivoque les mesures qui visent à empêcher ou à perturber délibérément l'accès à l'information ou la diffusion d'informations en ligne, en violation du droit international des droits de l'homme et invite tous les États à s'abstenir de telles pratiques et à les faire cesser,.

## Aspects juridiques

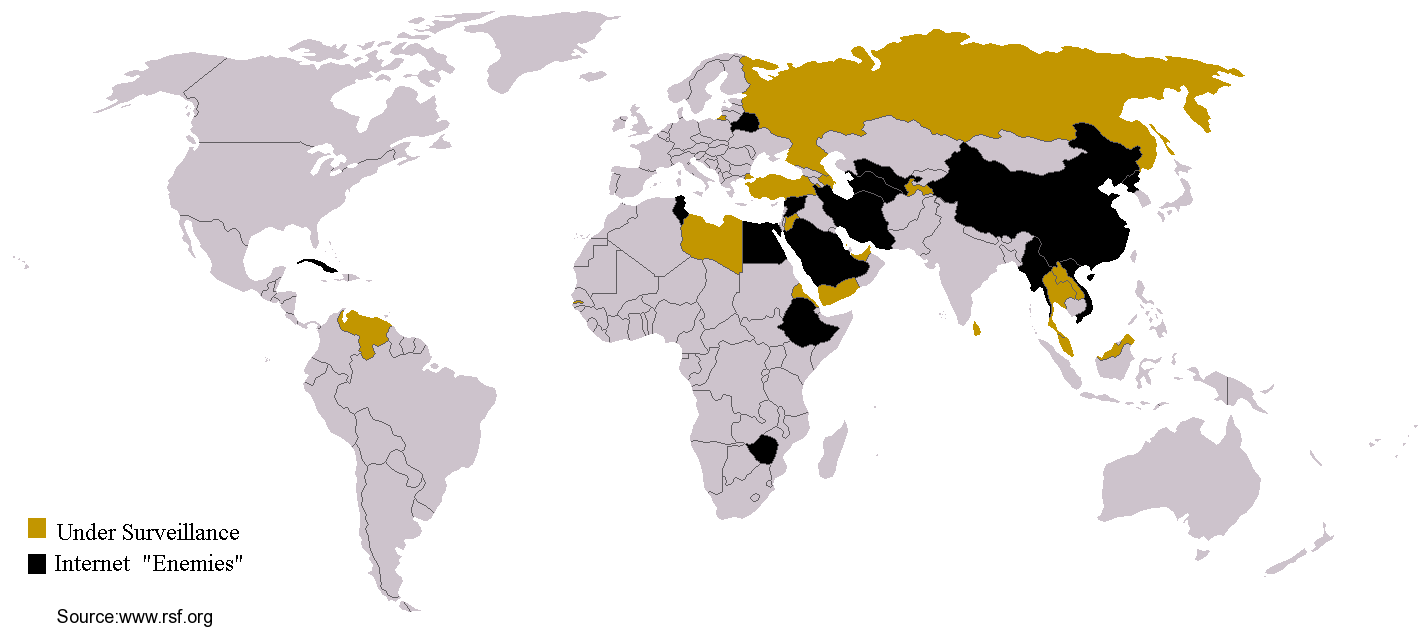
Pays restreignant l'accès à Internet d'après Reporters sans frontières (2006).

### Libre circulation de l'information
Internet trouve son fondement juridique dans l'existence d'un principe de libre-circulation de l'information qui remonte au XIXe siècle, lors de l'émergence du télégraphe. Depuis, ce principe a émergé graduellement de la rencontre progressive puis de la symbiose entre la libre-circulation internationale des services et la liberté d'expression.
Tout au long du XXe siècle, ce qui était à l'origine une problématique technique encadrée par l'Union internationale des télécommunications (UIT) a été progressivement captée, reprise et amplifiée par l'accord général sur les tarifs douaniers et le commerce (GATT) puis l'Organisation mondiale du commerce (OMC), dans le cadre de la libéralisation internationale du commerce des services.
Cette problématique a alors été nommée progressivement « libre-circulation de l'information ». Mais cette origine technique et économique n'est pas son seul fondement. Elle se base également sur le principe international de liberté d'expression.
Aujourd'hui, que l'on observe la jurisprudence du Conseil constitutionnel français ou des Cours européennes, le principe de libre circulation de l'information est consacré dans sa triple dimension : technique (en tant que support indissociable d'Internet), économique (en tant que préalable nécessaire à la libre-circulation mondiale des services) et éthique (en tant qu'instrument venant compléter et élargir le traditionnel principe de liberté d'expression). Porter atteinte à ce principe revient dans le même temps (potentiellement) à porter atteinte à la liberté d'utiliser Internet, à la liberté d'expression et à la liberté de prestation de services.

### Règles de droit applicables au réseau
Il n'existe pas de droit spécifique à Internet, mais plutôt une application du droit commun au réseau Internet. Certaines législations nationales sont modifiées afin de prendre en compte ces particularités ; par exemple, en France, la Loi pour la confiance dans l'économie numérique (LCEN) du 21 juin 2004 et son article 6 sur la procédure de notification de contenu illicite sur internet.
Selon Benjamin Bayart, militant en faveur de la neutralité du réseau, la décision du Conseil constitutionnel rendue le 10 juin 2009 confirme qu'« Internet est essentiel à l’exercice de la liberté d'expression ».
L'application du droit sur internet est rendue difficile pour deux raisons principales :
- le réseau est international, le droit le couvrant étant généralement national ;
- sous le couvert du réseau, il est souvent difficile d'identifier les utilisateurs, donc les responsables d'infractions.

### Règlement général sur la protection des données
La protection de données personnelles des pays membres de l’Union européenne (UE) était, jusqu'au 25 mai 2018, communément fondée sur la directive européenne du 24 octobre 1995, qui n’était plus en accord avec les avancées technologiques des 20 années précédentes. Cette dernière couvre la liberté de circulation des données personnelles en limitant les divergences entre les législations nationales.
En 2012, la Commission européenne a proposé le règlement général sur la protection des données (RGPD) qui révise cette loi afin d'y intégrer les échanges de données personnelles liés à la technologie, notamment à Internet et au Cloud. Il aura fallu quatre ans de négociations législatives pour que ce projet de loi soit finalement promulgué le 14 avril 2016. Il est entré en application le 25 mai 2018. Dans ce contexte, le traitement des données personnelles par les entreprises est soumis à de nouvelles règles strictes.
Les données à caractère personnel sont concernées par le RGPD, elles concernent les informations basiques telles que les noms et prénoms, coordonnées postales et téléphoniques, mais aussi l’adresse IP, les informations sur la santé et les loisirs ainsi que les données personnelles sous pseudonyme, qui sont considérées comme des informations personnellement identifiables et soumises au nouveau règlement.

## Technique

Transit du trafic IP entre un ordinateur et un serveur.

Internet est constitué de la multitude de réseaux répartis dans le monde entier et interconnectés. Chaque réseau est rattaché à une entité propre (université, fournisseur d'accès à Internet, armée) et est associé à un identifiant unique appelé Autonomous System (AS) utilisé par le protocole de routage Border Gateway Protocol (BGP). Afin de pouvoir communiquer entre eux, les réseaux s'échangent des données, soit en établissant une liaison directe, soit en se rattachant à un nœud d'échange (point de peering). Ces échanges peuvent se limiter au trafic entre leurs utilisateurs respectifs (on parle alors de peering) ou bien inclure le trafic de tiers (il s'agit alors d'accord de transit). Un opérateur qui fournit un service de transit Internet à d'autres fournisseurs d'accès est appelé carrier. Ces accords d'échange de trafic sont libres, ils ne font pas l'objet d'une régulation par une autorité centrale.
Chaque réseau est connecté à un ou plusieurs autres réseaux. Lorsque des données doivent être transmises d'un ordinateur vers un autre appartenant à un AS différent, il faut déterminer le chemin à effectuer parmi les réseaux. Les routeurs chargés du trafic entre les AS disposent généralement d'une table de routage complète (Full routing table), de plus de 440 000 routes en 2013 et transmettent le trafic à un routeur voisin et plus proche de la destination après consultation de leur table de routage.
Des chercheurs israéliens de l'université Bar-Ilan ont déclaré, après avoir analysé les nœuds reliant l'ensemble des sites, qu'internet est un réseau méduse. Ils la définissent comme ayant un cœur dense connecté à une multitude d'autres sites, qui ne sont reliés entre eux que par ce cœur, semblable à un maillage à structure fractale. Cette zone permet à 70 % du réseau de rester connecté sans passer par le cœur. Les chercheurs indiquent donc cette zone comme piste pour désengorger le trafic, en répartissant mieux les sites de cette zone.
En pratique, ces connexions sont réalisées par des infrastructures matérielles et des protocoles informatiques.
Ces connexions permettent notamment de relier des connexions grand public à des Centre de traitement de données.

### Connexions grand public
L'accès à internet est souvent vendu sous la forme d'offre commerciale de services, avec un abonnement fixe ou un paiement aux données consommées. Certaines organisations, notamment les universités européennes, disposent de leurs propres réseaux (ex. : Renater).
Pour accéder à Internet, il faut disposer d'un équipement IP ainsi que d'une connexion à un fournisseur d'accès. Pour cela, l'utilisateur emploie les matériel et logiciel suivants :
- un téléphone mobile ou tout autre équipement terminal d'un réseau : ordinateur personnel, tablette tactile, console de jeux vidéo ;
- un canal de communication vers le fournisseur d'accès : fibre optique, ligne téléphonique fixe analogique, xDSL, ligne téléphonique mobile en 5G, 4G, LTE, 3G+, 3G, Edge, GPRS, GSM (CSD), Internet par satellite ;
- un système (logiciel/matériel) client pour le protocole réseau utilisé (PPP, PPPoX, Ethernet, ATM, etc.) ;
- un fournisseur d'accès à Internet (FAI) (en anglais ISP pour Internet Service Provider).

Des logiciels sont, eux, nécessaires pour exploiter Internet suivant les usages :
- pour le courrier électronique : un client SMTP et POP (ou POP3) ou IMAP (ou IMAP4) ;
- pour des transferts de fichiers : un client ou un serveur FTP (File Transfert Protocol) ;
- pour le World Wide Web : un navigateur web ;
- pour le pair-à-pair : l'un des nombreux logiciels de P2P en fonction de l'usage (partage de fichiers en pair-à-pair, Calcul distribué, P2P VoIP, etc.).

### Centre de données
Les centres de données sont des lieux occupés par des serveurs, des équipements de stockage et de réseau (commutateurs, routeurs, pare-feux, etc.).
Avant la bulle Internet, des millions de mètres carrés destinés à abriter de tels centres furent construits dans l'espoir de les voir occupés par des serveurs. Depuis, la concentration des centres s'est poursuivie, avec le développement de centres spécialisés pour lesquels les défis les plus importants sont la maîtrise de la climatisation et surtout de la consommation électrique. Ce mouvement a été intégré dans le green computing (informatique durable) et vise à aboutir à des centres de traitement de données dits écologiques pour lesquels sont apparus des outils spécialisés.

### Infrastructures matérielles
Internet repose sur la transmission d'informations d'un point à un autre. Cette transmission se fait généralement au moyen d'ondes électromagnétiques. Les différents points sont donc connectés soit physiquement, soit indirectement à travers d'autres points.
Ces ondes peuvent être transmises dans l'air (technologies sans fil), dans une fibre optique ou dans un câble métallique (technologies filaires). Lorsque l'information doit passer d'une voie vers une autre, elle est aiguillée au moyen de matériels dédiés (commutateurs, routeurs).

### Protocoles logiciels
Les protocoles logiciels utilisés sur internet sont les conventions structurant les échanges d'informations nécessaires au transfert des contenus applicatifs pour l'usager final. Ils permettent notamment d'identifier les interfaces (donc les machines), de s'assurer de la réception des données envoyées et de l'interopérabilité.
Internet fonctionne suivant un modèle en couches, similaire au modèle OSI. Les éléments appartenant aux mêmes couches utilisent un protocole de communication pour s'échanger des informations.
Un protocole est un ensemble de règles qui définissent un langage afin de faire communiquer plusieurs ordinateurs. Ils sont définis par des normes ouvertes, les RFC (RFC 791, RFC 1000, RFC 1462 et RFC 1580).
Chaque protocole a des fonctions propres et, ensemble, ils fournissent un éventail de moyens permettant de répondre à la multiplicité et à la diversité des besoins sur internet.
Les principaux sont les suivants, classés selon leur couche (IP, TCP et UDP) ; couches applicatives[Quoi ?].
- IP (Internet Protocol) aussi appelé IPv4 : protocole réseau qui définit le mode d'échange élémentaire entre les ordinateurs participant au réseau en leur donnant une adresse unique sur celui-ci. Cependant, en raison de l'épuisement des adresses IPv4, une nouvelle norme voit le jour ; nommée IPv6, elle permet d'accueillir un plus grand nombre d'utilisateurs.
  - TCP : responsable de l'établissement de la connexion et du contrôle de la transmission. C'est un protocole de remise fiable. Il s'assure que le destinataire a bien reçu les données, au contraire d'UDP.
    - HTTP (HyperText Transfer Protocol) : protocole mis en œuvre pour le chargement des pages web.
    - HTTPS : pendant du HTTP pour la navigation en mode sécurisé.
    - FTP (File Transfer Protocol) : protocole utilisé pour le transfert de fichiers sur Internet.
    - SFTP (SSH File Transfer Protocol) : protocole bâti sur SSH pour le transfert de fichiers sécurisé.
    - SMTP (Simple Mail Transfer Protocol) : mode d'échange du courrier électronique en envoi.
    - POP3 (Post Office Protocol version 3) : mode d'échange du courrier électronique en réception.
    - IMAP (Internet Message Access Protocol) : un autre mode d'échange de courrier électronique.
    - IRC (Internet Relay Chat) : protocole de discussion instantanée.
    - NNTP (Network News Transfer Protocol) : protocole de transfert de message utilisé par les forums de discussion Usenet
    - SSL ou TLS : protocoles de transaction sécurisée, utilisés notamment pour le paiement sécurisé.

  - UDP : permet de communiquer, de façon non fiable, mais légère, par petits datagrammes.
    - DNS (Domain Name System) : système de résolution de noms Internet.

  - ICMP (Internet Control Message Protocol) : protocole de contrôle du protocole IP.

Indépendamment du transfert entre deux points, les routeurs doivent pouvoir s'échanger des informations de routage. Un IGP (Interior Gateway Protocol) et un EGP (Exterior gateway protocol) comme BGP (Border Gateway Protocol) satisfont ce besoin.

### Conséquences écologiques de l'infrastructure
Comme produit essentiellement « dématérialisé », Internet peut paraître écologique, ou tout du moins avoir un effet limité sur l'environnement. En accélérant les transferts d'informations et en facilitant les échanges de données, l'usage d'Internet a fréquemment été présenté comme vertueux de ce point de vue ; cet argument a par exemple été présenté lors de la mise en place de factures électroniques ou de la dématérialisation des marchés publics[réf. souhaitée].
Le fonctionnement du réseau implique pourtant de très fortes consommations énergétiques[réf. incomplète],,. Outre le coût énergétique engendré par la construction de l'infrastructure (dit énergie grise), le coût de fonctionnement des centres de données peut être mis en évidence et traduit en équivalent CO2[Combien ?].
Internet aurait une empreinte carbone extrêmement importante ; plus de 200 milliards de courriels seraient envoyés chaque jour,, sachant que chaque courriel est lié à l'émission de quelques grammes à quelques dizaines de grammes de CO2, en fonction du nombre de destinataires et de la taille des pièces jointes,,. Ces conséquences écologiques sont principalement dues à la fabrication des terminaux (ordinateur, smartphone, tablette, etc.) ayant servi à envoyer et recevoir le courriel. Si Internet était un pays, ce serait le troisième plus gros consommateur d'électricité en 2018, après la Chine et les États-Unis,. Selon plusieurs études, en 2018, Internet correspond à 6 à 10 % de la consommation mondiale d'électricité et pèserait près de 5 % des émissions de gaz à effet de serre mondiales, soit plus que le transport aérien. Une heure d'échanges de courriels dans le monde correspond à 4 000 vols Paris-New York[réf. nécessaire]. La construction des centres de traitement de données des principaux acteurs d'Internet, Google, Apple et Facebook, dans l'État de Caroline du Nord aux États-Unis, est intimement liée au bas coût de l'énergie dans cet État. Ce coût bas s'explique par le fonctionnement de centrales thermiques utilisant le charbon des Appalaches, dont l'exploitation à ciel ouvert détruit des montagnes entières.

## Considérations sociales

### Statistiques
En 2008, le monde compte 1,574 milliard d'internautes.
En juin 2012, 2,4 milliards d'internautes sont recensés.
En octobre 2020, plus de 60 % la population mondiale accède à Internet ; on compte 4,93 milliards d'internautes, soit un taux de pénétration de 63,2 %
| Région                   | Proportion d'utilisateurs (%) |
| ------------------------ | ----------------------------- |
| Asie                     | 37,6                          |
| Europe                   | 27,1                          |
| Amérique du Nord         | 17,5                          |
| Amérique latine/Caraïbes | 9,8                           |
| Afrique                  | 3,6                           |
| Moyen-Orient             | 3,0                           |
| Océanie/Australie        | 1,4                           |

|  |  |  |

### Un bouleversement social
Le développement du réseau internet entraîne un bouleversement sans précédent depuis l'apparition de l'imprimerie. Comme l'ont fait l'écriture, le charbon et les télécommunications lors de leur apparition, Internet augmente la capacité des hommes à travailler ensemble de façon plus efficace et plus étendue. Ce n'est pas une simple révolution technologique, mais un remaniement complet de la manière dont l'humanité appréhende le monde qui l'entoure. Le philosophe Guillaume Cazeaux remarque, quant à lui, que la libération de la parole, permise par le Web 2.0, entraîne un effet inattendu : noyés dans la masse d’informations et de désinformations, les internautes développent des représentations du monde qui les divisent. Comme l’imprimerie avait ébranlé la foi et provoqué la Réforme protestante, en favorisant la diffusion du savoir, Internet génère aussi des « schismes » qui menacent l’unité de nos sociétés. « Les questionnements vertigineux qui se posaient à l’homme de la Renaissance, à Montaigne par exemple, redeviennent ainsi étonnamment les nôtres », estime le philosophe.
La mise à disposition constante d'images et d'idées et leur transmission rapide ont des conséquences sur le développement psychologique, moral et social des personnes, la structure et le fonctionnement des sociétés, les échanges culturels, la perception des valeurs et les convictions religieuses. Tout cela n'est pas sans poser des questions éthiques sur le développement de la personne humaine et la chance que peuvent avoir les personnes et les peuples de percevoir une transcendance. Internet est un espace paradoxal : il se détache de la conception spatiale ou matérialiste de l'espace que l'histoire a mise en place. « Internet est un espace qui fait gagner de l'espace-temps. Il se révèle plus efficient que d'autres espaces dès lors que l'étendue est vaste, que le nombre de réalités considérées est important et que l'interaction n'exige pas de contact matériel », selon Boris Beaude.
Internet a bouleversé les rôles et les structures sociales jusqu'alors bien établis. Alors que le géant Google a transformé l'accès à l'information de différentes façons (accessibilité, rapidité et réseautage), les réseaux sociaux sont devenus les principaux moyens de médiation et de relation entre les individus, pour ne nommer que ceux-là. Internet s'est donc immiscé dans l'ordre social pour le remanier. « La capacité d'Internet à créer du contact réticulaire en dépit de la distance territoriale offre aussi une opportunité considérable d'organisation, de production et de coordination », souligne Boris Beaude.
Autant Internet peut être une occasion d'enrichissement personnel ainsi que culturel et contribuer à un développement humain authentique, autant il risque de constituer une menace pour le lien social, s'il en vient à dispenser les hommes de toute communication directe. Le sociologue Philippe Breton met en garde contre une conception de la « société mondiale de l'information », où les liens sociaux seraient fondés sur la séparation des corps et la collectivisation des consciences. Selon lui, cette vision du tout-internet découle de l'héritage de Teilhard de Chardin, du bouddhisme zen et des croyances New Age.

### Outil de mobilisation
Alors même que certains experts dénoncent de mauvaises hypothèses sur le rôle des technologies de l'information et de la communication par rapport aux problèmes d'environnement, les mêmes experts soulignent qu'internet peut jouer un rôle très important pour la mobilisation des citoyens sur les questions de responsabilité sociale et de développement durable. Internet est en effet un réseau de vigilance, alimenté par les associations, les ONG et les gouvernements, accessible à tous les citoyens (au moins dans les pays les plus développés) et qui peuvent en outre servir de source d'information pour les médias. La convention d'Aarhus, signée en 1998 par trente-neuf États, porte sur l'accès à l'information et la participation du public au processus décisionnel. Le web de deuxième génération (web 2.0), fournit des plateformes d'échange entre utilisateurs grâce à des services collaboratifs tels que les wikis. L'encyclopédie Wikipédia en est d'ailleurs un excellent exemple.
Internet est souvent employé comme outil de mobilisation par les organisations non gouvernementales et altermondialistes, comme Attac. Il représente également un canal d'information, d'expression et de mobilisation pour des groupes stigmatisés comme la communauté LGBT,. Par ailleurs, des groupuscules politiques utilisent Internet comme un canal de sensibilisation et de propagande[réf. souhaitée].
Un phénomène nouveau apparu dans les années 2000 est la collecte de signatures pour des pétitions en ligne[réf. nécessaire].
La tendance apparue depuis 2012 environ en France est à une articulation entre l'usage offensif d'Internet par le biais des réseaux sociaux et l'expression publique dans la rue. Elle introduit des combinaisons innovantes entre les manifestations de rue et les techniques de prise de parole (sites internet, blogs, web social) ou les terminaux mobiles (SMS, prise d'images et de vidéos).
Ces formes de mobilisations peuvent avoir un effet indésirable : le slacktivisme (dit « militantisme de canapé ») peut sembler suffisant à ses participants, par conséquent cela peut diminuer le nombre de ceux qui ensuite passent au militantisme[réf. nécessaire].

### Fracture numérique
La fracture numérique est la disparité d'accès aux technologies informatiques, mise en évidence par la disponibilité inégale du réseau Internet. Elle recouvre parfois le clivage entre « les info-émetteurs et les info-récepteurs ».
Cette disparité est fortement marquée d'une part entre les pays riches et les pays pauvres, d'autre part entre les zones urbaines denses et les zones rurales. Elle existe également à l'intérieur des zones moyennement denses.

## Arts et littérature
La période 1971-1975, qui a vu les prémices d'Internet, est évoquée sur le ton de l'humour dans Comédies françaises, un roman d’Éric Reinhardt publié en 2020. Le livre interroge les liens entre culture, politique et technologie lors de l'arrêt du réseau Cyclades, reposant sur le datagramme et qui inspirera la conception d'Internet[réf. à confirmer]. L'auteur décrit, via l'enquête d'un jeune journaliste de l'Agence France-Presse, comment Ambroise Roux, patron de la CGE, a obtenu du président Valéry Giscard d'Estaing, au début des surfacturations aux PTT, l'abandon du plan Calcul, d'Unidata, de la Délégation générale à l'informatique et du réseau Cyclades.